# Museum für Völkerkunde Rostock
El Museum für Völkerkunde Rostock, hoy también llamado ethnographisches Museum Rostock', era un museo etnológico de la ciudad hanseática de Rostock. Se pueden encontrar restos de la importante colección anterior en las colecciones de varios museos de los nuevos estados federales, especialmente en el Kulturhistorisches Museum Rostock y en el Grassi-Museum für Völkerkunde de Leipzig.

## Historia antes de la Segunda Guerra Mundial y en la RDA
El museo se fundó en 1905 por iniciativa de la asociación colonial local. Su objetivo era promover la idea colonial. Desde el principio, se nutrió de donaciones y préstamos privados. En consecuencia, las colecciones individuales se presentaron en un principio de forma muy autónoma, por lo que ya se produjo una división regional a partir de las estancias específicas de los coleccionistas y donantes. Así, uno de los puntos centrales eran las colonias alemanas o los países en los que los alemanes tenían intereses comerciales. A medida que la colección crecía, surgió un orden aproximado por continentes, y después también por subcategorías geográficas individuales. Cada vez era mayor la proporción de piezas que no se incluían en la exposición.
Tras varios traslados en la década de 1930, el edificio se instaló finalmente en una torre de agua a las afueras del casco antiguo. Ahora contaba con 11 salas agrupadas en torno a una sala central. En 1938, el oceanógrafo berlinés Hans Nevermann llevó a cabo una revaluación científica específica y un rediseño con motivaciones pedagógicas.
Por primera vez, la atención ya no se centraba en el carácter colonial del museo, sino en su función como institución educativa científica. Los contemporáneos destacaron la calidad de la colección. Al final, contaba con unos 3.500 objetos procedentes de todos los continentes, muchos de ellos de considerable rareza y calidad. Sin embargo, ya a principios de la década de 1940, la colección se trasladó a depósitos fuera de la ciudad. Aquí, sin embargo, al parecer fueron víctimas de saqueos tras el final de la guerra. Sólo se pudo reunir alrededor de una séptima parte de la colección. En la década de 1950 se intentó reconstruir el museo de Rostock. Debido a la falta de capacidad y como parte de los esfuerzos de la RDA por concentrar las colecciones etnológicas, casi todos los fondos restantes fueron regalados en 1957 y 1961.

## Fondos en Rostock y Leipzig
No fue hasta después de la Reunificación alemana cuando quedó clara la visión de estas partes de la colección, que habían recibido poca atención desde la época de la entrega. En Rostock, en particular, se volvió a la tradición de la colección etnográfica. Se puso de manifiesto que en Rostock había quedado una colección pequeña pero de gran calidad. El Museo de Historia Cultural de Rostock conserva más de 150 objetos, sobre todo de los mares del Sur, pero también de África, Asia y América. Además, están disponibles todas las fichas del antiguo museo. Otros objetos se encuentran en el Museo de Construcción Naval y Navegación de Rostock. En Leipzig hay unos 450 objetos, sobre todo de América y Asia. Otros fondos se conservan en otros museos de los nuevos estados federados.

## Recepción/exposición actual
A partir de finales de la década de 1990, Annelen Karge, del Kulturhistorisches Museum Rostock, revaluó la historia del museo. Esto dio lugar a contactos con otras instituciones con partes de la colección. Desde 2009 se está llevando a cabo una clasificación etnológica sistemática de la colección que permanece en Rostock.
En 2010, el etnólogo Nils Seethaler presentó los resultados sobre la historia y la composición de la colección reunidos hasta entonces en la Conferencia de Museos de Mecklemburgo-Pomerania Occidental celebrada en Schwerin. También se debatió una posible futura re-presentación de la colección.
La exposición especial "Reisen & Erobern - die Attraktion der Fremde im 19. Jahrhundert" (Viajar y conquistar - la atracción de los extranjeros en el siglo XIX), concebida en 2011 en el Kulturhistorisches Museum Rostock, supuso un primer paso en este camino al presentar de nuevo al público gran parte de los objetos etnológicos conservados en Rostock por primera vez desde la Segunda Guerra Mundial.

## Literatura
- Annelen Karge: Das Ethnographische Museum Rostock – Kolonialer Geist in der Hansestadt. In: Rostocker Blitzlichter 1999, S. 215ff.
- Hans Nevermann: das Museum für Völkerkunde in Rostock.  In: Kommunalpolitische Schriftenreihe der Seestadt Rostock,  Band 9, 1938.
- Nils Seethaler: Vergangenheit, Gegenwart und Zukunft magazinierter ethnographischer Sammlungen in Deutschland am Beispiel des ehemaligen Ethnographischen Museums von Rostock. In:Mitteilungen des Museumsverbandes in Mecklenburg-Vorpommern e.V. 2010. S. 11–15.
- Bernhard Zepernick: In memoriam Hans Nevermann. In: Mitteilungen der Berliner Gesellschaft für Anthropologie, Ethnologie und Urgeschichte. Rahden 6.1985, S. 18–19. ISSN 0178-7896